# 全日本実業団少林寺拳法連盟
全日本実業団少林寺拳法連盟は、関東実業団少林寺拳法連盟、関西実業団少林寺拳法連盟、東海実業団少林寺拳法連盟、および全国の実業団支部から構成されている。少林寺拳法連盟の下部組織。1970年設立。（出典：全日本実業団少林寺拳法30周年記念誌）